# Sphaerolana affinis
Sphaerolana affinis е вид ракообразно от семейство Cirolanidae. Видът е застрашен от изчезване.

## Разпространение
Разпространен е в Мексико.